# Патагоптерикс
Патагоптерикс (Patagopteryx) — викопний птах невизначеного систематичного положення, що існував у кінці крейдяного періоду (85 млн років тому) у Південній Америці. Скам'янілі рештки виду знайдені у формації Бахо-де-ла-Карпа поблизу Сьєрра-Барроза у Патагонії на півдні Аргентини.

## Опис

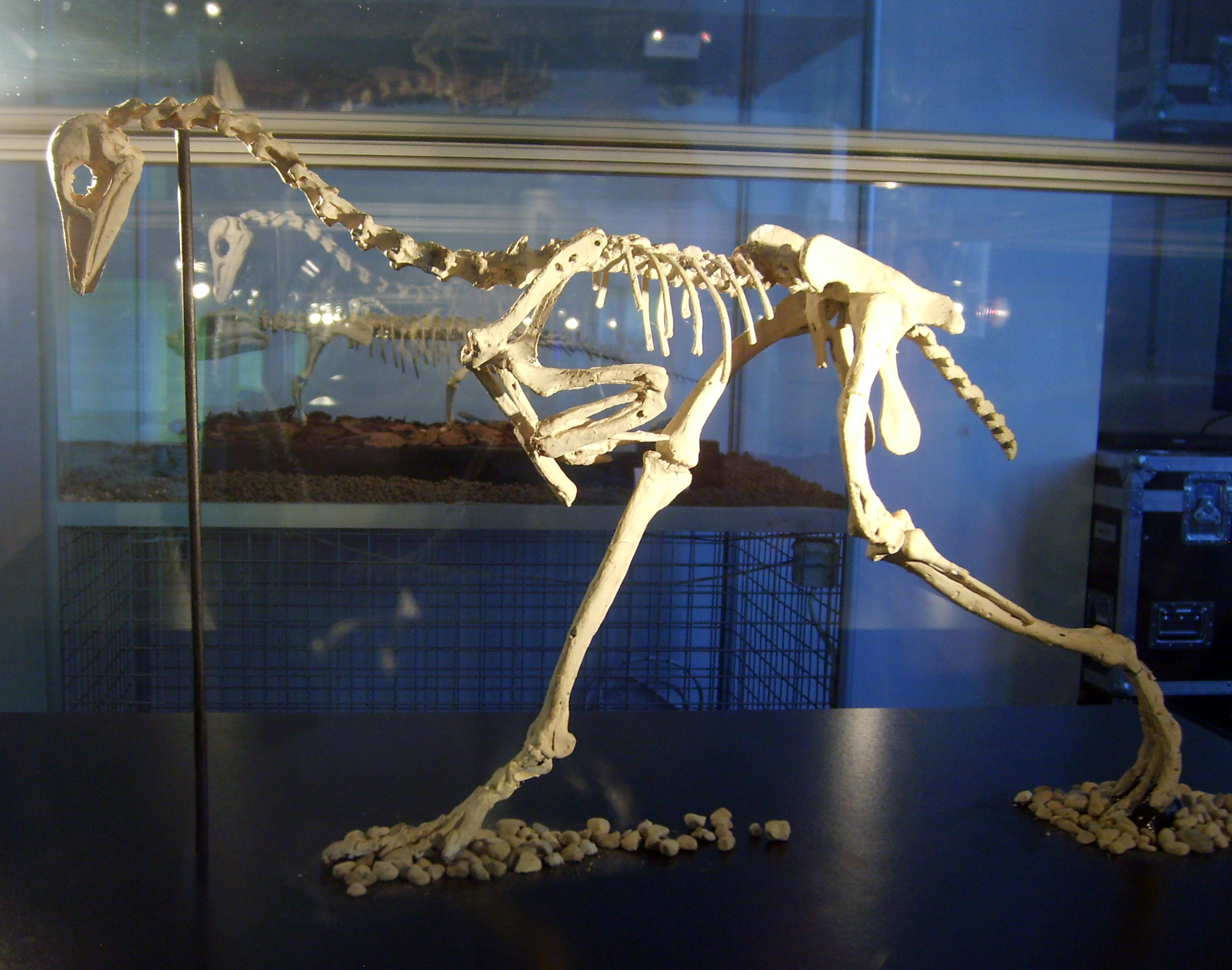
Скелет патагоптерикса

Це був великий нелітаючий птах. У нього були короткі ноги, тому він був поганим бігуном. Другий палець має вигнутий кіготь, але він не використовувався як зброя. Це був всеїдний птах. Він мандрував у стадах по рівнинах тогочасної Патагонії.